# Chambord
Chambord là một xã trong tỉnh Loir-et-Cher, thuộc vùng hành chính Centre-Val de Loire của nước Pháp, có dân số là 185 người (thời điểm 1999).
Lâu đài Chambord là một trong điểm du lịch nổi bật tại xã này. Chambord, lâu đài, công viên, và ngôi làng trong các bộ phận của Loire-et-Cher ở miền Trung nước Pháp, 15 km (9 dặm) về phía đông bắc của Blois trên sông Cosson. Các lâu đài của Chambord là một khóa tu cho vua Pháp, đặc biệt là Louis XIV (trị vì 1643-1715). Đó là sự bảo trợ của ông rằng Pháp kịchcủa Molière Monsieur de Pourceaugnac và Lê gentilhomme tư sản lần đầu tiên được sản xuất ở đó.
Xây dựng lâu đài Chambord được bắt đầu bởi Francis I trong năm 1519, và hoàn thành vào năm 1547. Nghệ sĩ Florentine Leonardo da Vinci đã có chuyến thăm ngắn để xây dựng trong quá trình xây dựng và bổ sung thêm một vài embellishments vào nó. Cơ cấu, có 440 phòng, 13 cầu thang lớn, và chuồng để chứa 1.200 ngựa, đứng trong một công viên bao quanh bởi một bức tường 35 km (22 dặm) trong chu vi.